# قنات وزوان
قنات بزرگ و تاریخی وَزوان درشهر وَزوان واقع در بخش میمه استان اصفهان می‌باشد و این اثر در تاریخ ۲۸ دی ۱۳۷۹ با شمارهٔ ثبت ۲۹۶۲ به‌عنوان یکی از آثار ملی ایران به ثبت رسیده‌است. همچنین این قنات یکی از قنات‌های ایرانی ثبت‌شده به‌عنوان میراث جهانی یونسکو است.

## قنات بزرگ و تاریخی وَزوان
نکته قابل توجّهی که در مورد قنات بزرگ و تاریخی وَزوان قابل ذکر است و کارشناسان میراث فرهنگی و کارشناسان ژاپنی یونسکو نیز آن را تأیید نموده‌اند در نقطه‌ای از قنات که بالای بند قنات است دو شکاف زیر زمینی (در اصطلاح محلی کِر) یا تنور آبی وجود دارد و پس از بند کردن آب، این شکاف‌ها، آب چهل لیتر در ثانیه ذخیره شده در پشت سد به مدت ۱۲۰ روز (از دهم آذر تا دهم فروردین سال بعد) را به مخازن بزرگی که در زیر زمین وجود دارد هدایت می‌کند و پس از گشایش دریچه‌های تعبیه شده در سد به تدریج آب ذخیره شده به صورت خود جوش و با کمک نیروی ثقل زمین، به چرخهٔ مصرف بازمی‌گردد. گنجایش کانال‌های قنات از پشت سد به طول ۸۰۰ متر با عرض یک متر و ارتفاع چهار متر ۳۲۰۰ =۴ ×۸۰۰ متر مکعب آب است ولی آبی که در پشت سد ذخیره می‌شود بر اساس قطر آبدهی قنات طبق معادله ۴۱۴۷۲۰ متر مکعب آب است که بیش از گنجایش کانال‌های قنات می‌باشد و میزان ۴۱۱۵۲۰ متر مکعب مازاد گنجایش کانال‌ها در مخازن زیر زمینی توسط تنورهای آبی مذکور ذخیره می‌گردد و با بازگشایی دریچه‌های سد، به مرور به چرخه مصرف وارد می‌شود.

## جغرافیا قنات بزرگ و تاریخی وَزوان
این قنات در قسمت شمالی شهر وَزوان واقع گردیده و شاید تنها اثری است که با وجود سد ۲۵۰۰ تا ۳۰۰۰ ساله خود می‌تواند گویای قدمت سکونت در وَزوان باشد

## مشخصات قنات بزرگ و تاریخی وَزوان
قنات بزرگ و تاریخی وَزوان در یک لایهٔ رسوبی – سنگی قرار دارد که در طی سالیان متمادی با پایین رفتن سطح آب منطقه در دو طبقه یکی لایهٔ رسوبی که از مظهر قنات دارای ۳۵ کیلومتر طول و ۴۰/۱۸ متر عمق بوده که عمق آن در مادر چاه فعلی مشهود است. طبقهٔ زیرین قنات که آب در آن جریان دارد از کف آب رو تا ارتفاع ۲ متر و ۱۰ سانتیمتر در لایهٔ سنگی کوهستانی حفر شده‌است.

## سابقه تاریخی قنات بزرگ و تاریخی وَزوان
بنا به گفته اهالی، این سیستم در حدود ۳۰۰۰ سال پیش ساخته شده و این قنات تنها قنات در تمام منطقه اصفهان است که بدین طریق آب زیرزمینی را ذخیره می‌کند. دکتر عبد الکریم بهنیا استاد دانشگاه اهواز در کتاب قنات سازی و قنات داری صفحهٔ ۱۳۹ چنین آورده‌است: «نگارنده در آبان ماه ۶۳ در قنات قدیم وَزوان واقع در بخش میمه شهرستان اصفهان، سیستم بسیار جالبی را که برای مهار کردن آب در فاصله زمانی اول آذر لغایت ۲۵ الی ۳۰ فروردین سال بعد به کار می‌رود مشاهده کرده‌است.

## معماری قنات بزرگ و تاریخی وَزوان
شرح مختصر این سیستم چنین است که یکی از میله‌های قنات را که حدود ۶۰۰ متر از مادرچاه فاصله دارد (و احتمالاً چاه ترکانخشکان است) به قطر حدود ۳ متر گشاد کرده‌اند و دیواری به ضخامت ۱ متر، عرض ۳ متر و بلندی کل عمق چاه از سنگ و ساروج ساخته‌اند. بر روی این دیوار، به فاصلهٔ یک متر به یک متر، ۷ سوراخ استوانه‌ای به قطر ۳۰ سانتیمتر تعبیه کرده‌اند. کوره این قنات از انتهای این دیوار عبور می‌کند. هفتمین سوراخ، ۷ متر از لبه تاج کوره قنات فاصله دارد. اول آذرماه هر سال، هم دهانه کوره و هم دهانه ۷ سوراخ مزبور رابا سنگ و سیمان می‌گیرند. طبیعی است که مقداری از آب در پشت این سد زیرزمینی ذخیره می‌شود. تجربه سالیان دراز نشان داده استکه سطح آب به حدود یک متری در بالای نزدیکترین سوراخ به سطح زمین می‌رسد. در فاصلهٔ ۲۵ الی ۳۰ فروردین، اولین سوراخ را باز می‌کنند. حدود ۱۰ روز طول می‌کشد تا سطح آب به زیر سوراخ اول افت کند به همین ترتیب پس از هر ۱۰ روز سوراخ دوم و سوم و … را نیز باز می‌کنند، زیرا زمان افت سطح آب برای هر یک متر حدود ۱۰ روز است. پس از گشودن هر ۷ سوراخ که تقریباً تا اوایل تیرماه طول می‌کشد، دهانه کوره قنات را باز می‌کنند…» (بهنیا، ۱۳۶۸، ۱۳۹)

## ثبت در میراث جهانی یونسکو
در چهلمین اجلاس میراث جهانی یونسکو که ژوئیه ۲۰۱۶ در استانبول برگزار شد، یازده قنات ایرانی به عنوان بیستمین اثر ایران بر اساس دو معیار از ۶ معیار فرهنگی کمیته میراث جهانی شامل گواهی بی‌همتا یا دست‌کم استثنایی بر یک سنت فرهنگی و نمونه‌ای برجسته در معماری یا تکنولوژی که مرحله مهمی از تاریخ بشر را نشان دهد، در فهرست میراث جهانی قرار گرفت. پرونده ۱۱ قنات ایرانی با داشتن تکنولوژی متفاوت و با قدمت بیش از ۲۵۰۰ تا ۲۰۰ سال به یونسکو جهت ثبت جهانی ارائه شد و پس از بررسی و تأیید کارشناسان یونسکو این پرونده ثبت و در فهرست آثار جهانی قرار گرفت.
یازده قناتی که ثبت جهانی شده‌اند، هرکدام به لحاظ قدمت، نوع معماری، عمق، طول و مشخصاتی از این دست، منحصر به فرد و بی نظیر هستند. قنات وزوان نیز به عنوان یکی از این قنات‌های یازده‌گانه در فهرست میراث جهانی یونسکو به ثبت رسید.

## نوشتارهای وابسته
- فهرست آثار ملی ایران
- سازمان میراث فرهنگی، صنایع دستی و گردشگری